# Соллар (річка)
 Соллар (крим. Sollar, також Комурлюк, Бурлюк) — мала річка в Україні у Білогірському районі Автономної Республіки Крим, в центральній частині Кримського півострова. Права притока Кучук-Карасу (басейн Азовського моря).

## Опис
Довжина річки 7,2  км, площа басейну водозбору 15,3 км², найкоротша відстань між витоком і гирлом — 6,78  км, коефіцієнт звивистості річки — 1,06 . Формується притоками, багатьма безіменними струмками та загатами.
Права притока річки — Айлянчик. Бере початок з джерела Айлянчик-Чокрак.

## Розташування
Бере початок на північно-західній стороні від села Громівка (до 1948 року — Шелен, крим. Şelen)  між горами Буюк-Криж (747,4 м) та Караул-Тепе (983,9 м), з природного джерела. Тече переважно на північний захід і на південно-західній стороні від села Красна Слобода (до 1948 року — Соллар; крим. Sollar, рос. Красная Слобода)  та на південно-захіній сторні від гори Хир-Кая (547,2 м) впадає у річку Кучук-Карасу, праву притоку Буюк-Карасу.
Населені пункти вздовж берегової смуги: Поворотне (до 1945 року — Айланма, крим. Aylanma, рос. Поворотное) 

## Цікаві факти
- На лівому березі річки розташовано багато печей по виготовленню деревного вугілля[1].